# Valuiki
Valuiki (en ruso: Валу́йки, en ucraniano: Валу́йки) es una ciudad de la óblast de Bélgorod, en Rusia. Se encuentra a orillas del río Valui (cerca de la confluencia de este con el Oskol, afluente del Donets), a 17 km al sudeste de Bélgorod y a 618 km al sur de Moscú.
En 2021, la ciudad tenía una población de 33 032 habitantes, por lo que es la sexta ciudad más poblada de la óblast.

## Historia
Valuiki fue fundada en 1593. Era entonces una fortaleza que protegía la Ruta Muravski contra los saqueos de los tártaros de Crimea y de la Horda de Nogai. Recibió el estatus de ciudad en 1797. En la Segunda Guerra Mundial la ciudad fue tomada el 6 de julio de 1942 por las tropas alemanas y recapturada por las del frente de Vorónezh del Ejército Rojo el 19 de enero de 1943, en el marco de la operación Ostrogozhsk–Rososh.

## Geografía

### Clima
| Parámetros climáticos promedio de Valuiki | Parámetros climáticos promedio de Valuiki | Parámetros climáticos promedio de Valuiki | Parámetros climáticos promedio de Valuiki | Parámetros climáticos promedio de Valuiki | Parámetros climáticos promedio de Valuiki | Parámetros climáticos promedio de Valuiki | Parámetros climáticos promedio de Valuiki | Parámetros climáticos promedio de Valuiki | Parámetros climáticos promedio de Valuiki | Parámetros climáticos promedio de Valuiki | Parámetros climáticos promedio de Valuiki | Parámetros climáticos promedio de Valuiki | Parámetros climáticos promedio de Valuiki |
| Mes                                       | Ene.                                      | Feb.                                      | Mar.                                      | Abr.                                      | May.                                      | Jun.                                      | Jul.                                      | Ago.                                      | Sep.                                      | Oct.                                      | Nov.                                      | Dic.                                      | Anual                                     |
| ----------------------------------------- | ----------------------------------------- | ----------------------------------------- | ----------------------------------------- | ----------------------------------------- | ----------------------------------------- | ----------------------------------------- | ----------------------------------------- | ----------------------------------------- | ----------------------------------------- | ----------------------------------------- | ----------------------------------------- | ----------------------------------------- | ----------------------------------------- |
| Temp. máx. abs. (°C)                      | 9.1                                       | 14.7                                      | 20.9                                      | 30.1                                      | 36.1                                      | 37.0                                      | 38.8                                      | 39.3                                      | 35.2                                      | 29.5                                      | 19.5                                      | 14.3                                      | 39.3                                      |
| Temp. máx. media (°C)                     | -2.6                                      | -2.0                                      | 4.2                                       | 14.7                                      | 21.7                                      | 25.3                                      | 27.2                                      | 26.5                                      | 20.1                                      | 12.2                                      | 3.8                                       | -0.9                                      | 12.5                                      |
| Temp. media (°C)                          | -5.5                                      | -5.3                                      | 0.3                                       | 9.2                                       | 15.3                                      | 19.2                                      | 21.0                                      | 19.9                                      | 14.1                                      | 7.6                                       | 0.9                                       | -3.6                                      | 7.8                                       |
| Temp. mín. media (°C)                     | -8.4                                      | -8.6                                      | -3.6                                      | 3.7                                       | 8.9                                       | 13.0                                      | 14.8                                      | 13.2                                      | 8.1                                       | 3.0                                       | -2.0                                      | -6.3                                      | 3.0                                       |
| Temp. mín. abs. (°C)                      | -36.1                                     | -32.8                                     | -28.5                                     | -10.0                                     | -4.5                                      | 2.4                                       | 5.0                                       | 1.5                                       | -5.6                                      | -12.3                                     | -22.6                                     | -32.1                                     | -36.1                                     |
| Precipitación total (mm)                  | 45.5                                      | 37.2                                      | 34.2                                      | 38.6                                      | 49.2                                      | 71.0                                      | 67.2                                      | 50.1                                      | 51.4                                      | 47.7                                      | 47.9                                      | 46.7                                      | 586.7                                     |
| Fuente: meteolabs.ru: Валуйки             |                                           |                                           |                                           |                                           |                                           |                                           |                                           |                                           |                                           |                                           |                                           |                                           |                                           |

## Demografía
| 1897   | 1926   | 1939   | 1959   | 1970   |
| ------ | ------ | ------ | ------ | ------ |
| 7 085  | 10 200 | 18 700 | 18 100 | 29 100 |
| 1979   | 1989   | 1996   | 2002   | 2008   |
| 32 100 | 34 863 | 36 100 | 35 790 | 35 941 |

## Administración
A efectos de desconcentración administrativa de los órganos federales y de la óblast, es la sede administrativa del raión homónimo. Sin embargo, la ciudad en sí no forma parte administrativamente del raión, sino que está constituida como una zona bajo jurisdicción directa de la óblast, formando un enclave en la parte oriental del raión. Pese a ello, a efectos de autogobierno local es desde 2018 la sede de un ókrug urbano, en el que el ayuntamiento de la ciudad extiende su jurisdicción sobre todo el raión. A efectos estrictamente administrativos, Valuiki tiene tres localidades rurales vinculadas a su territorio como pedanías: los pueblos (siola) de Nóvaya Simónovka y Agoshevka y el jútor de Kuznetsovka.

## Cultura y lugares de interés
Existen en Valuiki una serie de edificios del siglo XIX y de principios del XX.
En las cercanías se encuentran las ruinas del Monasterio de la Asunción y de san Nicolás (Успенский Никольский монастырь/Uspenski Nikolski monastyr), edificado a principios del siglo XVII. Asimismo, en la orilla del Oskol existe un complejo monástico de cuevas en la pared de creta.
La ciudad posee un museo local y uno de historia y arte.

## Economía
Los cultivos predominantes en la región de Valuiki son: trigo, centeno, maíz, mijo, trigo sarraceno, girasol, remolacha azucarera y el cilantro. Ganadería de bovinos, carne de cerdo, corderos y aves de corral. Las principales empresas de la ciudad se dedican a la transformación de los productos de la agricultura.